# Ellinikó (ort i Grekland, Attika)
Ellinikó är en ort i Grekland.   Den ligger i prefekturen Nomarchía Athínas och regionen Attika, i den sydöstra delen av landet, 11 km söder om huvudstaden Aten. Ellinikó ligger 24 meter över havet och antalet invånare är 17 259.
Terrängen runt Ellinikó är kuperad åt nordost, men västerut är den platt. Havet är nära Ellinikó åt sydväst. Runt Ellinikó är det mycket tätbefolkat, med 2 915 invånare per kvadratkilometer. Närmaste större samhälle är Aten, 10,8 km norr om Ellinikó. 